# Jean-Paul Adam
Jean-Paul Adam, né le 12 juin 1977, est un nageur et homme politique seychellois, ministre des Finances, du Commerce et de l’Économie bleue depuis 2015.

## Biographie
Il participe aux épreuves de  natation aux Jeux olympiques d'été de 1992 à Barcelone (en 200 mètres nage libre, 400 mètres nage libre et 200 mètres 4 nages). Il est médaillé de bronze du relais 4 × 200 m nage libre aux Jeux africains de 1999 à Johannesbourg.
Il a ensuite été le ministre des Affaires étrangères du président James Michel jusqu'en janvier 2015.